# Psychoda brachyptera
Psychoda brachyptera är en tvåvingeart som beskrevs av Quate 1964. Psychoda brachyptera ingår i släktet Psychoda och familjen fjärilsmyggor. Inga underarter finns listade i Catalogue of Life.